# Joe Aiuppa
Joe Aiuppa vel Joseph John Aiuppa (ur. 1 grudnia 1907 – zm. 22 lutego 1997) – jeden z czołowych bossów mafii chicagowskiej. 
Swoją przestępczą karierę zaczynał u boku samego Al Capone jako zwykły ‘cyngiel’.  Słynął z brutalności i bezwzględności, ściągał haracze od zwykłych przedsiębiorców jak i wpływowych biznesmenów w rejonie Cicero – centrum przestępczego Chicago.
Przez kolejne lata awansował w hierarchii mafii chicagowskiej. Z wpływami mógł się tylko równać z Tonym Accardo i Paulem Riccą.
Po śmierci Paula Rikki objął stanowisko bossa, Accardo został jego doradcą. Odpowiada – najprawdopodobniej – za decyzję usunięcia Sama Giancany, który zalazł za skórę jemu i Accardo (poszło o podział zysków z kasyn meksykańskich).
W 1986 roku został skazany przez sąd na długoletnią karę pozbawienia wolności za przestępstwa finansowe (wielomilionowe oszustwa) na terenie Las Vegas. W 1996 zwolniony z więzienia, zmarł w szpitalu w Elmhurst.